# Hort de Coll
L'Hort de Coll és un hort de tarongers i conjunt d'edificacions construït cap a 1920, situat a la partida del Canyaret, al terme municipal de Picanya.
En la planimetria de Picanya de 1903 se l’anomena «casa de Carmen» i confronta amb els Horts de Lis i Montesinos. Segons el cadastre de 1931, el propietari era José María Coll Andrés i posseïa una extensió total de 132,84 fanecades, repartides entre les partides del Cementeri i del Canyaret. La casa estava batejada com a «Vila Amparo», nom que apareixia en un gran rètol a l'entrada principal de l'edifici. Actualment, segons el cadastre, l’hort té una extensió de 79 fanecades. Després de diversos canvis de propietat, és conegut actualment com a «Hort de Barral Boluda».
L’accés es fa pel Camí dels Horts, arribant a una parcel·la de planta irregular on, davant la façana principal de la casa, s’entrecreuen dos camins interiors que convergeixen en una conífera de gran alçada.

## Descripció arquitectònica

### Cos principal de la casa
L'edifici principal té planta en forma d'«L», amb dues crugies de tres plantes paral·leles a les façanes i un sistema de cobertes complex. A la part posterior es disposa un pati al voltant del qual se situen les dependències de l'explotació agrícola, com la bassa, el motor i els estables.

### Façana principal
La façana principal, orientada a l'est, presenta dos cossos amb disposició simètrica de les obertures. L'eix central es destaca amb un cos sobresortint rematat amb un ampli ràfec i precedit per un pòrtic d'accés sostingut per quatre pilars, element recurrent en altres horts del període (Gamón, Lis, Albinyana, Veyrat).
Els paraments es decoren amb falsa maçoneria rejuntada i rajola vista per al sòcol, els cantons, les obertures i la delimitació dels cossos. La decoració és abundant, amb balustres de formigó a la terrassa i elements classicistes com mènsules i una cornisa amb denticles de rajola que divideix la façana en dos cossos.

### Torre mirador
A la dreta s'alça una torre mirador adossada, amb quatre pisos que coincideixen amb l'alçada de les plantes de la casa. Només el superior, destinat a mirador, té obertures als quatre costats. La decoració inclou plafons de rajola i finestres d'inspiració mudèjar estilitzada.

### Cobertes
Les cobertes són de teula alacantina, amb una inclinació superior a la pròpia del clima local i ràfecs prominents de fusta, recordant l'arquitectura nòrdica.

### Façana lateral
La façana lateral s'organitza en tres plantes amb simetria en les obertures. Els murs, llisos, utilitzen falsa rajola vista per ressaltar cantons i brancals. Les llindes ornamentades amb cartel·les i grotescs estan flanquejades per mènsules eclèctiques. Les baranes de fosa incorporen motius d'Art Nouveau i l'ampit es remata amb gelosia ceràmica i pilars amb florons.

### Cos posterior amb pèrgola
Adossat a la torre hi ha un cos allargat d'una sola crugia amb coberta plana que suporta una pèrgola amb columnes jòniques i balustrada de formigó encofrat. A la planta baixa, columnes de ferro colat i bigues laminades en forma d'«I» sostenen revoltons de rajola. En aquest espai es troben dependències agrícoles, com el motor amb la torreta elèctrica i la bassa.

## El jardí
El jardí ocupa l'esplanada davant la façana principal i combina varietat d'espècies arbòries i arbustives amb elements arquitectònics i escultòrics.
El camí d'accés, flanquejat per bancs revestits amb taulells ceràmics, condueix a una esplanada presidida per una gran conífera. L'entrada és vigilada simbòlicament per acroteria de terra cuita amb figures d'animals guardians, i altres escultures de temàtica clàssica es distribueixen al voltant. Les bardisses estan delimitades amb sòcols ceràmics de motius geomètrics, i els bancs, també ceràmics, mostren repertoris neobarrocs i renaixentistes dels anys trenta del segle xx, amb predomini dels colors groc i blau.

## Estil arquitectònic
L'Hort de Coll s'inscriu dins l'eclecticisme tardà valencià, simplificant formes ornamentals procedents de diversos estils històrics i regions. Presenta influències classicistes, mudèjars, neobarroques i modernistes.
L'ús de sòcols de rajola, teules vidriades blaves i revestiments ceràmics fou molt apreciat a l'època com a element de gust regionalista en edificis públics i privats.